# Heliomeris
Heliomeris é um género botânico pertencente à família Asteraceae, a mesma família dos girassóis.
A autoridade do género é Nutt., tendo sido publicado em Proceedings of the Academy of Natural Sciences of Philadelphia 4(1): 19. 1848.
São nativas da América do Norte, e mais comuns no oeste dos Estados Unidos e norte do México. Producem flores de um amarelo-dourado anualmente.

## Espécies
Suas espécies incluem:
1. Heliomeris hispida
2. Heliomeris longifolia
3. Heliomeris multiflora
4. Heliomeris obscura
5. Heliomeris soliceps